# フリースクール
フリースクール（英: Free School）の概念はきわめて多義的で、
1. アメリカの授業料無償の公立小学校
2. アメリカのフリースクール協会（1805年設立）に加入する人道主義に基づく低所得者のための授業料無償の学校
3. イギリスのサマーヒル・スクールのようなデモクラティック・スクール
4. 英米のオープン・エデュケーションを行っている学校
5. オルタナティブ教育の理念に基づく学校（オルタナティブ・スクール）
6. 不登校や引きこもりの小中学生や高校生を対象とした学校外の学びの場（日本）
7. 10代や20代のニートや引きこもりの若者を対象とした居場所（日本）

などの意味で用いられる。(1) と (2) の「フリー (free)」は、「自由」ではなく「無料」を意味する。外国では主に (3) または (5) の意味で用いられ、日本では主に（6）（7）の意味で用いられることが多い。本項は (6) （7）について述べる。

## 日本のフリースクール
日本はデモクラティック・スクール、シュタイナー学校、デンマークの生涯学習の基盤となっているフォルケホイスコーレなど、ヨーロッパ新教育運動の流れを受け継ぐ学校が一部にあるが、もっぱら不登校者の学びの場として、学習や居場所を提供する施設、通信制高校の学習をサポートするサポート校、不登校者を対象とする機関や施設、などがフリースクールと総称される。
フリースクールの規模や活動内容は多様で、集合住宅やビルの一室で職員や子供を合わせて10人未満の小規模から在籍数100人を超える大規模まで、差異が大きい。
教育活動は、子供の自主性を尊重して活動内容を決定する事例が多く見られるが、既存校を模倣したカリキュラムを職員が主体となり「規則正しい生活」や学習をさせる施設もある。サポート校は、通信制高校のカリキュラムにしたがい「授業」し、制服、時間割、部活動、各種の学校行事などもあり、既存校に酷似する。進学目的の私塾や通信制高校の学習サポート校などがフリースクールを自称する事例も散見される。
学校教育法1条の学校要件に合致せず、設置者や運営職員が教員免許を有さない施設も多い。小中学校は1992年から、高等学校は2009年から、フリースクールなどの民間施設で過ごした日数が出席として算入可能とされ、進級や卒業要件にも算入可能となる。卒業要件に不充分な場合は、中学校卒業程度認定試験や高等学校卒業程度認定試験を利用する。
1999年に東京シューレを母体にシューレ大学が設立された。
2001年にフリースクール全国ネットワークが設立された。

## 特区を利用したフリースクール
構造改革特区制度を用い、私立学校法人として認可を受けたフリースクールが設立可能となった。2004年に神奈川県「東京シュタイナーシューレ」が学校法人シュタイナー学園、2005年4月に「いいずな学園グリーンヒルズ小学校」、2006年11月に不登校経験者などを対象に「学校法人東京シューレ学園」、2007年4月に「東京シューレ葛飾中学校」が葛飾区の旧松南小学校で、2008年4月に「学校法人北海道シュタイナー学園」がいずみの学校初等部・中等部を、それぞれ設置した。

## フリースクールのネットワーク
各地に散らばるフリースクールのネットワーク化が2000年頃から進み、2001年にNPO法人フリースクール全国ネットワークが結成され、フリースクール同士の文化祭や、スポーツイベント、フリースクールスタッフの養成やスキルアップのための研修、フリースクール白書の発行などの調査研究事業のほか、国際交流事業、政策提言事業などを展開している。
教育機会の確保法の成立に、不登校のこどもの権利擁護（学習権、生存権）の視点から積極的に提案等を行う。フリースクール等議員連盟を通じた政策づくりを積極的に行っている。各都道府県においても、ネットワークを形成し政策の提案を行う。
日本におけるフリースクールのネットワーク団体の先駆けとしては1998年5月に発足したNPO法人日本フリースクール協会がある。学校教育の枠にとらわれない「学びの場・居場所作り」を目的とし、不登校・中退者・引きこもり等、電話による相談受付、書籍による情報提供、保護者・教育関係者等のためのセミナー・相談会を実施している。

### フリースクールに関連する事件
- 戸塚ヨットスクール事件
- 不動塾事件
- 風の子学園事件
- 東京シューレ#性暴力事件
- 恩寵園事件
- 牧ノ原学園事件

### フリースクールに関連する人物
- 市川力 フリースクール「東京コミュニティスクール」の初代校長に就任
- 渡辺位
- 長森修三 (NPO法人日本フリースクール協会理事)
- 高橋歩
- 荒井裕司 日本フリースクール協会理事。
- 高橋良臣 立教大学社会福祉研究所客員所員、NPO法人日本フリースクール協会理事
- 奥地圭子（東京シューレ設立者）
- 江川和弥（寺子屋方丈舎理事長）NPO法人フリースクール 全国ネットワーク代表理事
- 市川力（教育学博士）（フリースクール主宰、教育評論家）
- 伊藤美奈子 (心理学者)
- 堀真一郎
- A・S・ニイル
- ルドルフ・シュタイナー …正式な連盟がなく、したがって認証条件も曖昧なまま、各フリースクールが勝手に自称している現状である。
- バートランド・ラッセル …後のA・S・ニイルの先駆となるフリースクールを創設したリベラリスト教育論者
- トーマス・チャタートン …パイル・ストリート・フリースクール教師教育制度(フォルケホイスコーレ)、世界のフリースクール運動に大きな影響をあたえる。
- ダーヴィト・フリートレンダーユダヤ人のフリースクールの創設に参加
- ジョン・ホルト 教育者、教育評論家。フリースクール運動を創始
- シドニー・ジャックマン …後にブランコチャペル・フリースクール理事
- ヴィルヘルム・ライヒ
- イヴァン・イリイチ … フリースクール運動の中で、指導的な理論のひとつになった
- クリステン・コル …デンマークのホイ・スコーレとフリースクール運動の生みの親